# 谷川岳天神平スキー場
Mt.T by 星野リゾートは、群馬県利根郡みなかみ町に位置するスキー場。2023年シーズンまでは「谷川岳天神平スキー場（たにがわだけてんじんだいらスキーじょう）」と称した。
谷川岳ロッホ（旧 谷川岳ロープウェイ）・榛名山ロープウェイと共に谷川岳ロープウエー株式会社が運営している。
東武鉄道のグループ会社（東武興業子会社）であったが、2022年3月に星野リゾートへ株式譲渡され、経営権が移譲されている。
関越道沿線のスキー場では比較的早くシーズンインし、5月まで営業することが多く、営業期間が長いのも特徴。

## 概要
ゲレンデは谷川岳ヨッホの山頂の天神平駅を中心に広がっており、標高が1,319 m〜1,502 mと高いため雪質は良い。滑走するためには谷川岳ロープウェイに乗る必要があるので悪天候などで運休になると滑走ができない。また、積雪があれば田尻沢コースを利用して下山コースもある（田尻沢コースは積雪があっても雪崩の危険のためクローズされる場合も多い）。標高の高さもあり、例年12月初旬に開業し、5月まで営業することから、初滑り・春スキーが出来るスキー場として有名である。
現在多くのスキー場が1日券を購入すればロープウェイ・リフトが乗り放題であるが、当スキー場の場合は前述のようなゲレンデ地理条件からロープウェイ1往復＋リフト1日券のセット券となっている（下山してしまうと同じ券でロープウェイに再度乗ることができない）。ただし田尻沢コースがオープンしている場合に限り（以前は田尻沢リフトがあったが廃止されたため）上りロープウェイに何度でも乗れる運用がされる。

## コース
コースは以下の通りである。
- 高倉山ゲレンデ：高倉山リフト沿いに広がる全長400 mほどの中斜面。
- 天神平ゲレンデ：天神平駅正面に広がる緩斜面。
- 天神峠ゲレンデ：このスキー場で最も標高が高い位置にあり、長さ400 mのほどのリフトで標高200 m弱を駆け上がるためかなりの急斜面となっている。
- 田尻沢コース：全長3 kmのいわゆる下山コース。以前は天神平からリフトが一本存在し田尻沢コースを一部のみ滑走できたが現在はできない。このコースが開放されるには麓まで積雪があることが必要なのでシーズンを通しても解放されることは少ない。

## リフト
リフトは以下の通りである。
- 高倉山第一ペアリフト (405 m)
- 高倉山第二ペアリフト (346 m)
- 天神平ペアリフト (256 m) …実際は二本並列したパラレルリフトである
- 天神峠ペアリフト (428 m)

以前はこのほかにも田尻沢リフトなど3本のリフトがかかっていた。
ロープウェイの詳細については「谷川岳ロープウェイ」の項を参照のこと。

## グリーンシーズン
スキーシーズンが終わった後、4月下旬から11月中旬ごろまではグリーンシーズンとして観光客がゲレンデ付近を散策できるようになっている。初夏は谷川連峰の残雪や湿生植物が見れ、秋には美しい紅葉が広がる。夏季営業中はゲレンデ内のリフトは天神峠リフトのみ営業しているが、その他の谷川岳ロープウェイや天神平駅の施設「ビューテラスてんじん」内のレストランは冬季と変わらず営業している。

## 施設

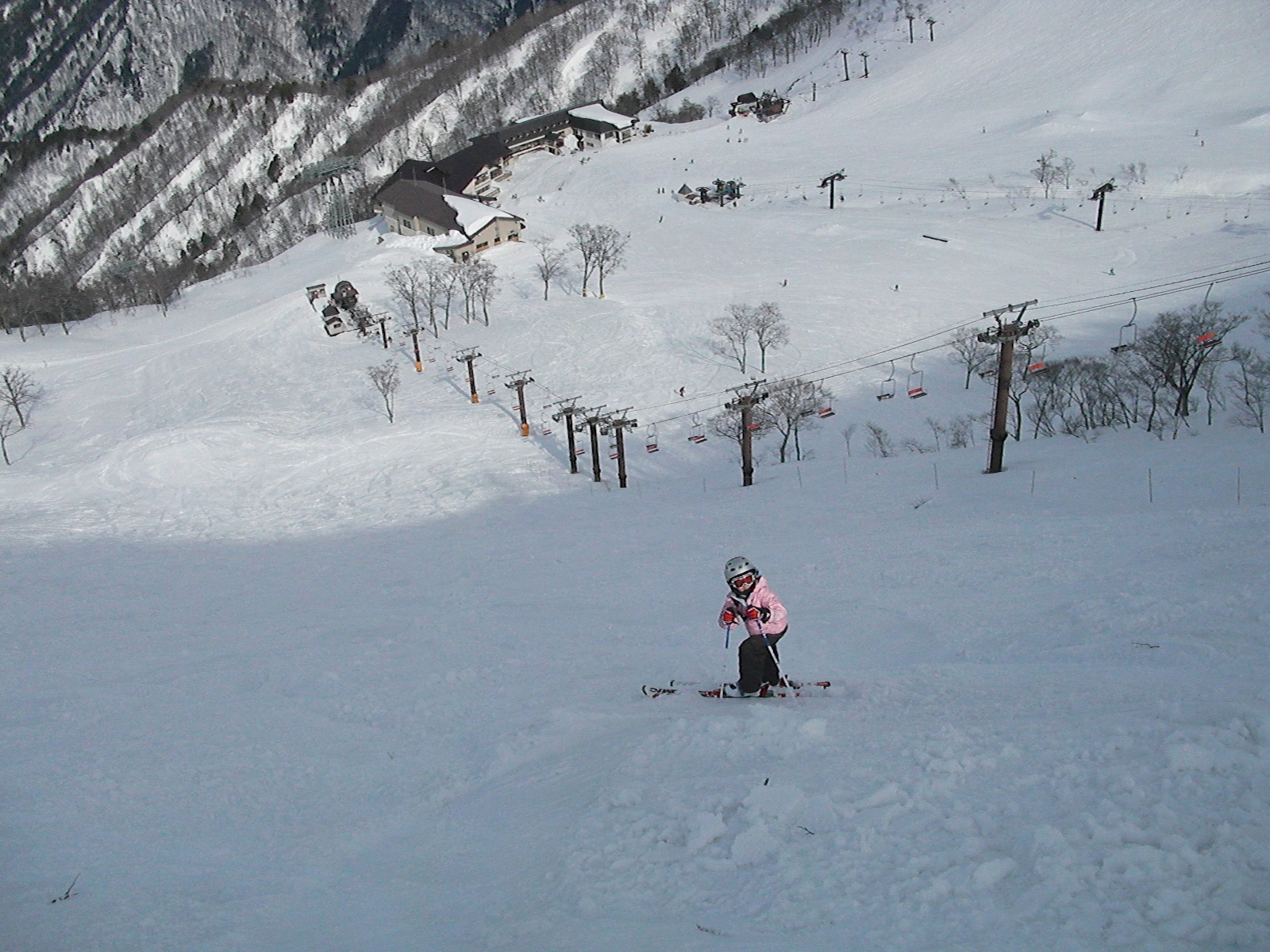
天神峠リフトと天神峠正面Bコース

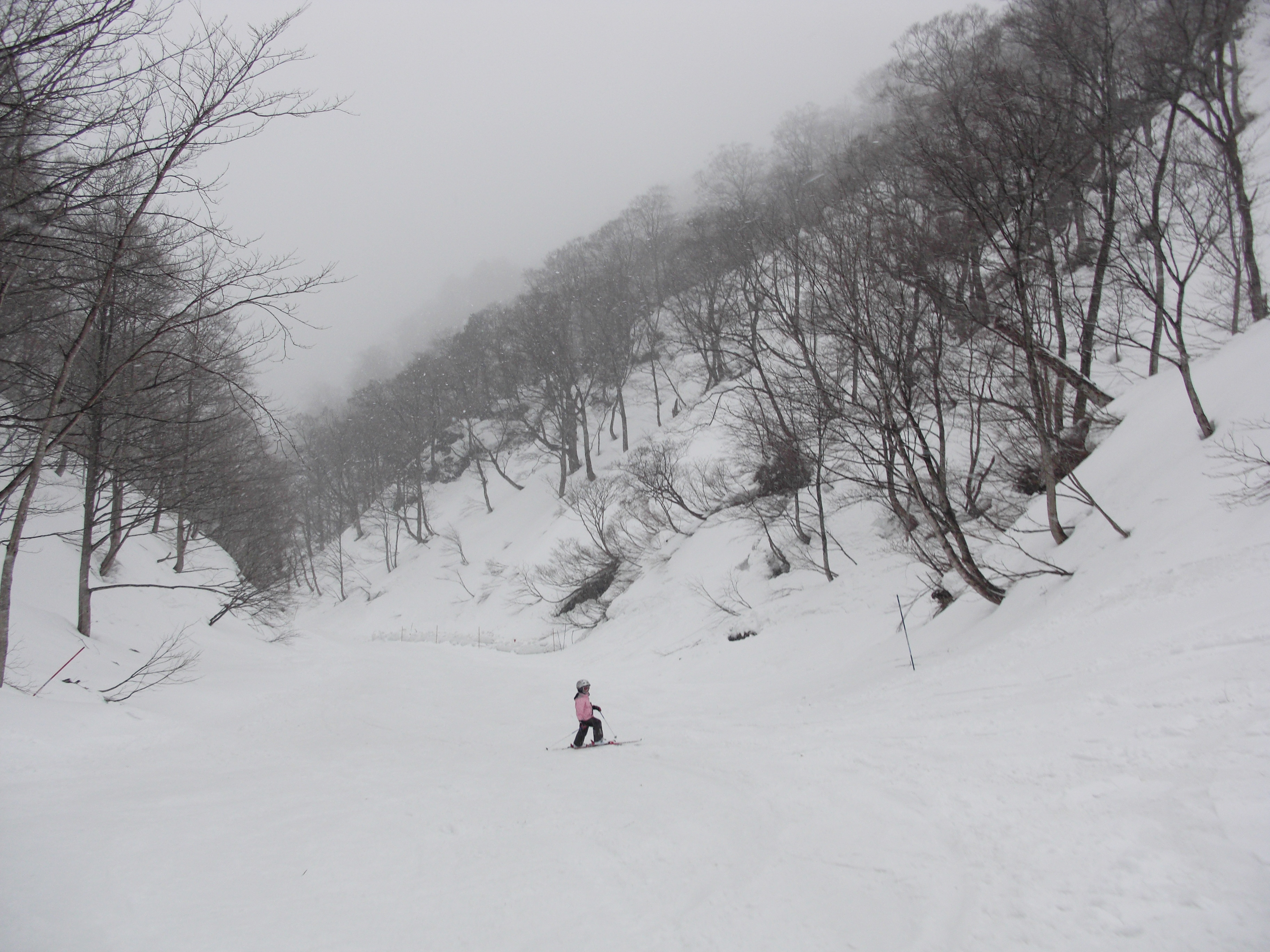
田尻沢滑降コース

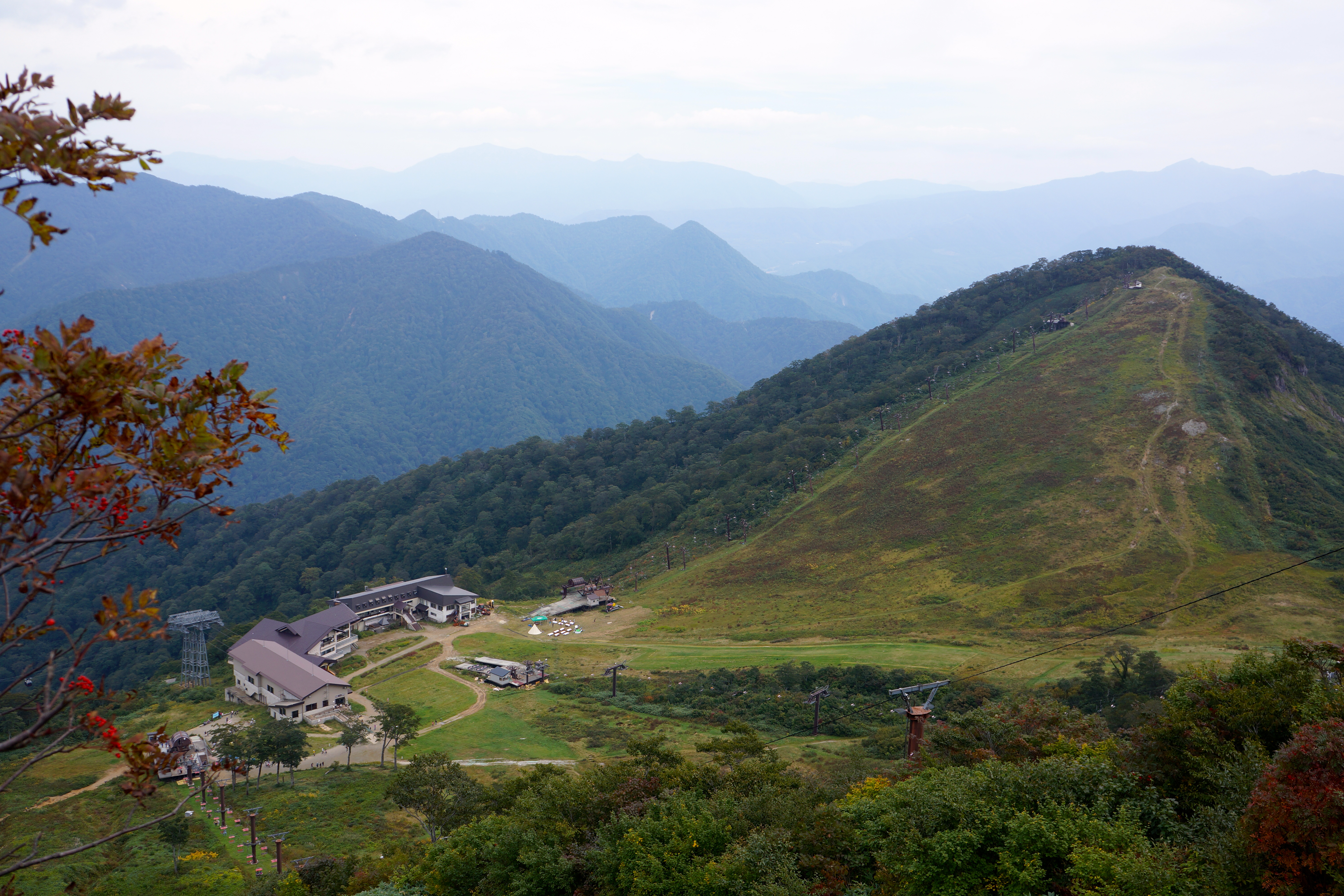
9月の天神平

- 索道 - 谷川岳ロープウェイ、ペアリフト6基
- ロープウェイ山麓駅である土合口駅そばの「谷川岳ベースプラザ」に、立体駐車場（1,000台）、ロープウェイ・リフト券販売所、休憩所、レストランが設けられている。
- ロープウェイ山頂駅である天神平駅「ビューテラスてんじん」にレストラン、おみやげ販売所が設けられている。

## アクセス
- 鉄道
  - 上越新幹線上毛高原駅から関越交通バス「谷川岳ロープウェイ行」で約50分
  - 上越線水上駅から関越交通バス「谷川岳ロープウェイ行」で約25分
- 自動車
  - 関越自動車道水上ICより国道291号約14 km 約25分

## 沿革
- 1960年（昭和35年）
  - 12月12日 - 谷川岳ロープウェイ営業開始[3][4]。同時に「国設谷川岳天神平スキー場」がオープンした。「国設スキー場」とは林野庁が国有林に開発・管理するスキー場で、本スキー場が全国初であり、モデルケースとなっていた[5]。当初から田尻沢滑降コースが完成しており、将来的には大穴・土合・谷川温泉を結ぶ滑降コースの開発が計画されていた。
  - 12月18日 - ロープウェイのゴンドラの滑車がロープから外れ、ゴンドラが15メートル下の谷間に墜落、乗っていた6人が重軽傷を負う事故が起きた[6]。事故原因となった支柱へのガイドローラー取り付けを上向きから下向きに変更するなどの改良工事後、翌年3月20日から運転再開した[7][4]。
- 1997年（平成9年） - 立体駐車場がオープン。
- 2005年（平成17年）9月13日 - 複式単線自動循環式(DLM)フニテルを用いた新型ロープウェイに切り替えられた。
- 2022年（令和4年）星野リゾートへ株式譲渡。
- 2024年（令和6年）12月1日 - 施設名を「Mt.T by 星野リゾート」に変更（営業開始は同21日）